# Лаветсвил (Вирџинија)
Лаветсвил (енгл. Lovettsville) град је у америчкој савезној држави Вирџинија. По попису становништва из 2010. у њему је живело 1.613 становника.

## Демографија
Према попису становништва из 2010. у граду је живело 1.613 становника, што је 760 (89,1%) становника више него 2000. године.
| Група             | 2000.       | 2010.         |
| Белци             | 805 (94,4%) | 1.322 (82,0%) |
| Афроамериканци    | 21 (2,5%)   | 96 (6,0%)     |
| Азијати           | 5 (0,6%)    | 27 (1,7%)     |
| Хиспаноамериканци | 14 (1,6%)   | 117 (7,3%)    |
| Укупно            | 853         | 1.613         |